# Pro bono
pro bono steht für die lateinische Wendung pro bono publico (zum Wohle der Öffentlichkeit). Generell impliziert dies freiwillig geleistete, professionelle Arbeit mit stark reduzierter oder ohne Bezahlung für das Gemeinwohl. Im Gegensatz zum traditionellen Volontariat wird hierbei auf spezifische Fähigkeiten von Fachkräften zurückgegriffen, um deren Dienste auch denen zur Verfügung zu stellen, die sie sich ansonsten nicht leisten könnten.

## Tätigkeitsfeld
In vielen gesellschaftlichen Bereichen werden Dienstleistungen pro bono angeboten. Der Begriff bedeutet z. B. im Anwaltsgeschäft kostenlose Beratung und Vertretung und wird in der Regel in der Zusammensetzung „Pro-bono-Anwalt“ oder „Pro-bono-Mandat“ verwendet. Deutsches Recht besagt jedoch, dass ein Rechtsanwalt nicht ohne Weiteres auf alle Gebühren nach dem Rechtsanwaltsvergütungsgesetz (RVG) verzichten darf. Außerdem sind die Vorschriften des Rechtsdienstleistungsgesetzes (RDG) zu beachten. In Deutschland tritt Pro-bono-Rechtsberatung mittlerweile immer stärker in den Vordergrund, was sich auch in der Gründung studentischer Rechtsberatungen niederschlägt. Auch in der Medizin findet der Begriff „pro bono“ häufig Verwendung bei kostenloser medizinischer Behandlung oder Beratung. Wenn etwa eine Operation „pro bono“ ist, tragen der Arzt oder das Krankenhaus alle entstandenen Kosten. In der Wirtschaftswelt wird unter pro bono die Bereitstellung von beruflichen Kompetenzen für gemeinnützige Aktivitäten verstanden. Im Unterschied zum klassischen Ehrenamt bringen die Pro-bono-Kräfte ihre spezifischen Kenntnisse und Fähigkeiten ein. Das Engagement erfolgt dabei zeitlich begrenzt, freiwillig und ohne Bezahlung oder zu einer Bezahlung, die deutlich unter dem marktüblichen Preis liegt. Pro-bono-Engagement kann privat erfolgen oder als Corporate Volunteering über den Arbeitgeber organisiert werden. „Social Days“, an denen Mitarbeiter eines Unternehmens ihre Zeit für ein gemeinsames Projekt außerhalb des normalen Unternehmenszwecks zur Verfügung stellen (z. B. Mitarbeiter einer Werbeagentur streichen Wände in der benachbarten Kindertagesstätte) sind zwar eine Form des Corporate Volunteering, aber kein Pro-bono-Engagement. Pro-bono-Engagement ist insbesondere in den Bereichen Marketing, Technologie, Strategische Beratung und Medizin weit verbreitet. Darüber hinaus spielt in der Softwareentwicklung ehrenamtliche Tätigkeit, insbesondere in Bezug auf die Kreierung freier Software, eine zunehmend wichtige Rolle.

## Pro-bono-Intermediäre
Pro-bono-Intermediäre sind Organisationen, die sich auf die Vermittlung von Fachkräften an Non-Profit-Organisationen, NGOs und Bildungseinrichtungen spezialisiert haben, welche Pro-bono-Fachwissen in den Bereichen Technologie, Marketing, Finanzen, Personalwesen und anderen Schlüsselbereichen benötigen.

### Weltweit agierende Intermediäre

#### Global Pro Bono Network
Das Global Pro Bono Network wurde 2012 gegründet und besteht aus Pro-bono-Vermittlern aus der ganzen Welt, die als Bindeglied und Verbindungsglied zwischen gemeinnützigen Organisationen und qualifizierten Fachleuten dienen. Das Netzwerk umfasst derzeit 57 Organisationen in 34 Ländern.

### Nordamerika
- Taproot (USA)
- Pyxera Global (USA)
- Endeavor (Kanada)
- Spark (Kanada)

### Südamerika
- Phomenta (Brasilien)
- Atados (Brasilien)
- Fundacion Transcender (Chile)
- Moving Worlds (Kolumbien)
- Osmia (Peru)

### Europa
- The Good Lobby (Belgien)
- Pro Bono Lab (Frankreich)
- Passerelles & Compétences (Frankreich)
- AMAIDI International gGmbH (Deutschland)
- Volunteering Hungary (Ungarn)
- Prospera (Norwegen)
- Todogood (Russland)
- Work for Social (Spanien)
- Hazloposible (Spanien)
- Volontärbyrån (Schweden)
- C@rma (Türkei)
- Pro Bono Club (Ukraine)
- Reach Volunteering (Vereinigtes Königreich)
- Career Volunteer (Vereinigtes Königreich)
- VSO (Vereinigtes Königreich)

### Afrika
- AMAIDI Foundation (Uganda)
- AMAIDI Foundation (Gambia)

### Asien und Pazifik
- Resonate (Australien)
- Vollie (Australien)
- Beijing Pro Bono Foundation (China)
- Huizeren (China)
- iVolunteer (Indien)
- AMAIDI Foundation (Indien)
- Toolbox India Foundation (Indien)
- Service Grant Japan (Japan)
- Conjunct Consulting (Singapur)
- Empact (Singapur)
- NEEDeed Foundation (Thailand)

## Trivia
- PRO BONO – CONTRA MALUM war das Motto von Welt im Spiegel, einer Kolumne, die 1964 bis 1976 in der Zeitschrift pardon erschien.